# On the Rocks
"On the Rocks" é uma canção da cantora norte-americana Nicole Scherzinger, gravada para o seu segundo álbum de estúdio Big Fat Lie. Foi escrita e produzida por Terius Nash, Christopher Stewart e Carlos McKinney. O seu lançamento ocorreu a 10 de outubro de 2014, através da RCA Records, servindo como terceiro single do disco.

## Antecedentes e lançamento
Em 19 de agosto, Scherzinger anunciou através de sua conta no Instagram, que seu segundo single seria "On the Rocks". Junto com o anúncio, ela postou a capa que mostra Scherzinger usando "um vestido branco" em pose provocativa. Em 26 de agosto, Scherzinger apareceu no The Radio 1 Breakfast Show apresentado por Scott Mills para estrear a faixa no programa de rádio.

## Composição
"On the Rocks" é uma power ballad descrita como "pós-pausa". A instrumentação inclui "piano triste e bateria esparsa". Liricamente, aborda sobre um relacionamento fracassado e a maneira de superar isso é bebendo uma bebida forte. Em uma parte da canção ela canta: "Vamos tomar uma bebida, Já que você está sempre correndo riscos / E permita-me servi-lo o término desse namoro".

## Recepção crítica
Brad O'Mance, escreveu para POPJustice, escreveu que "One the Rocks" foi "de longe o pior single da carreira de Nicole". Melinda Newman, da HitFix, descreveu a produção como "um pouco datada" que poderia "dificultar sua entrada nas rádios nos EUA". Jacques Peterson da Pop Dust opinou que "a falta de sucesso de 'Your Love', Nicole está agora jogando muito seguro com o single genérico de acompanhamento". Escrevendo para o Digital Spy, Lewis Corner e Lewis Corner ecoou os comentários de Newman acrescentando que "o entusiasmo provocado por 'Your Love' rapidamente evaporou, deixando as expectativas de "Big Fat Lie" insuportavelmente baixas.Um incristo do MuuMuse se perguntou se é uma das músicas mais fortes do álbum e criticou o uso do Auto-Tune, observando Scherzinger como "uma cantora muito boa". Escrevendo para Idolator, Bradley Stern também criticou o uso do Auto-Tune e observou a música poderia servir como um B-side para "Rose Colored Glasses" (2010) de Kelly Rowland.

## Vídeo musical
O videoclipe de "On the Rocks" foi gravado em Los Angeles, Califórnia. O clipe foi dirigido por Tim Mattia. Scherzinger disse que "On The Rocks" é o seu vídeo favorito dezendo: "Eu só queria que o vídeo não parecesse um videoclipe, realmente autêntico e cru. É muito estimulante. É muito emocional. É uma música pessoal para mim ".
No dia da estreia do vídeo, um revisor do Rap-Up descreveu o vídeo como "de tirar o fôlego". Bradley Stern, escrevendo para Idolator descreveu como "apropriadamente dramática" e elogiou a capacidade do Scherzinger de "transmitir emoção em sua música. Joanne Dorken da MTV Reino Unido classificou o vídeo como 'sensual'. Jacques Peterson do Pop Dust descreveu o vídeo como uma mistura entre Love the Way You Lie de Eminem e um comercial da Armani.
Ao longo do videoclipe, Scherzinger é vista em direção ao seu amante. No final, Scherzinger finalmente deixa a relação tóxica sem sentimentos de arrependimento.

## Performances ao vivo
Em 22 de outubro de 2014, Scherzinger cantou "On the Rocks" no MOBO Awards, vestindo um top, calças e salto alto. Em 7 de novembro, Scherzinger tocou um medley em conjunto com "I'm Not the Only One" de Sam Smith para o "SiriusXM Hits 1".

## Produção
Créditos de letras e notas de Big Fat Lie.
Gravadoras
- Mixado no LOL Palace; (Los Angeles, California)

Produtores